# 同位旋
同位旋（Isospin），为与强相互作用相关的量子数。1932年，海森堡为解释新发现中子的对称性而引入同位旋。对于强力相同而电荷不同的粒子，可以看作是相同粒子处在不同的电荷状态，我们用同位旋来描述这种状态。同位旋并不是自旋，也不具有角动量的单位。它是无量纲的一个物理量。之所以叫做“同位旋”，只是因为其数学描述与自旋很类似。
在强相互作用过程中，同位旋守恒，但在弱相互作用、电磁相互作用过程中，同位旋不一定守恒。强子的同位旋反映了组成强子的上夸克和下夸克之间的对称性。
同位旋守恒是味守恒的一种。

## 相关
- 陈–怕吞因素